# Enoplometopus gracilipes
Enoplometopus gracilipes is een kreeftensoort uit de familie van de Enoplometopidae. De wetenschappelijke naam van de soort is voor het eerst geldig gepubliceerd in 1988 door Saint Laurent.